# Schizomyia acaciae
Schizomyia acaciae är en tvåvingeart som beskrevs av Mani 1934. Schizomyia acaciae ingår i släktet Schizomyia och familjen gallmyggor. Inga underarter finns listade i Catalogue of Life.